# Herpesvirová enteritida kachen

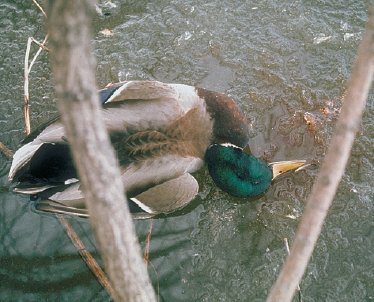
postižený jedinec

Herpesvirová enteritida kachenen (angl. duck plague, mor kachen) je vysoce nakažlivé virové onemocnění kachen, hus a labutí, charakterizované poruchami cévního systému s rozsáhlými krváceninami na sliznicích a serózách, výlevy krve do dutiny tělní, erozemi na sliznici trávicího traktu a poškozením lymfatických a parenchymatózních orgánů. V zemích s intenzivním chovem kachen může způsobovat vysoké ekonomické ztráty v důsledku hynutí, poklesu snášky a zvýšených konfiskací kachen na porážce. První zprávy o nemoci pocházejí z Nizozemí, postupně se rozšířilo do dalších zemí.

## Příčiny nemoci (etiologie)
Původcem onemocnění je herpesvirus z podčeledě Alphaherpesvirinae. Průměrná velikost virových partikulí se pohybuje mezi 160–380 nm, průměr nukleokapsidy je 100–110 nm. Virus je citlivý na éter, chloroform, vyšší teploty a kyselé prostředí. Stabilní je při pH 7–9. Při laboratorní teplotě ztrácí infekčnost za 1 měsíc, při 56 °C je destruován za 10 minut. Virus nemá hemaglutinační ani hemadsorpční vlastnosti. Terénní izoláty jsou imunologicky shodné, liší se ale virulencí. Virus se pomnožuje v kachních embryích nebo v kachních embryonálních fibroblastech za vzniku cytopatického efektu a intranukleárních inkluzí.

## Vznik a průběh nemoci (epizootologie)

### Hostitel
Přirozená vnímavost k onemocnění je podle současných informací omezena na čeleď Anatidae (kachnovití) z řádu Anseriformes (vrubozobí). Divoké kachny jsou považovány za přirozený rezervoár infekce v přírodě. Výskyt herpesvirové enteritidy u domácích kachen často souvisí s jejich chovem na otevřených vodních plochách obývaných také divokými vodními ptáky.

### Přenos
Virus se přenáší horizontálně přímým kontaktem mezi infikovanými a vnímavými jedinci a stykem s kontaminovaným prostředím. Důležitým transportním médiem je voda (rybníky). S organismu se virus vylučuje sekrety a exkrety; vstupní branou infekce jsou sliznice dutiny zobáku, nosu a oční spojivky. Vertikální přenos byl zatím prokázán jen u volně žijícíchvodních ptáků. U kachen domácích je ale možná kontaminace vaječné skořápky trusem v kloace nebo ve snáškových hnízdech.

## Projevy nemoci (symptomatologie)
V reprodukčních chovech kachen vzniká onemocnění náhle a rychle se šíří. Nemocnost je vysoká a většina postižených kachen uhyne. K úhynům dochází za 1–5 dní po výskytu prvních klinických příznaků, mortalita se pohybuje od 5 do 100 %. Onemocnět mohou všechny věkové kategorie, ale ztráty jsou obvykle vyšší u dospělých kachen. U nosnic klesá snáška o 20–40 %. V částečně imunních hejnech probíhá infekce chronicky, s kolísavou mortalitou. Virusonosiči vylučují virus nepravidelně trusem nebo na skořápce vajec.
Onemocnění začíná náhlými úhyny zvířat v dobré výživné kondici a postupně se začínají objevovat další příznaky. Kachny jsou slabé, netečné, nepřijímají krmivo, ale mají extrémní žízeň. Oční víčka jsou zavřená (fotofobie), okolí očí a nosní otvory jsou zavlhlé serózním, později hlenovitým až hnisavým odměškem. Zvířata jsou ospalá, stojí se svěšenou hlavou i křídly, při vynuceném pohybu se pohybují strnule. Trpí vodnatým průjmem, peří mají načepýřené a znečištěné. Někdy je pozorován tremor hlavy, šíje a celého těla, případně respirační příznaky. U chovných kačerů dochází k výhřezu penisu.
U výkrmových kachňat se pozoruje dehydratace, pokles hmotnostních přírůstků, zmodrání zobáku a krvavě zbarvená kloaka.

## Diagnostika
Diagnóza se stanovuje na základě klinického, pitevního a histopatologického nálezu, potvrzeného laboratorním vyšetřením.
Diferenciální diagnostika. Nutné je odlišit virovou hepatitidu kachen, choleru, vysokopatogenní aviární influenzy, intoxikace a enteritidy různého původu.

## Terapie a prevence
Terapie onemocnění není známa. Prevence spočívá v ochraně chovů před nakažením, zejména v zamezení kontaktu volně žijících ptáků z řádu Anseriformes s domácími kachnami a s kontaminovaným vodním prostředím. Vhodná jsou také karanténní opatření při importu exotických a okrasných vodních ptáků do zoologických zahrad. Při enzootickém výskytu onemocnění se postižená hejna likvidují a prostředí se důkladně asanuje. V oblastech s častějším výskytem nemoci se vakcinuje.